# 腋斑卡䱛
腋斑卡䱛為輻鰭魚綱鱸形目鱸亞目石首魚科的其中一種，分布西印度洋區，包括印度、斯里蘭卡、巴基斯坦等海域，體長可達27公分，棲息在沿海，可做為食用魚。

## 外部連結
腋斑卡䱛的圖片 （页面存档备份，存于）